# Seznam farářů u sv. Jiří v Hloubětíně

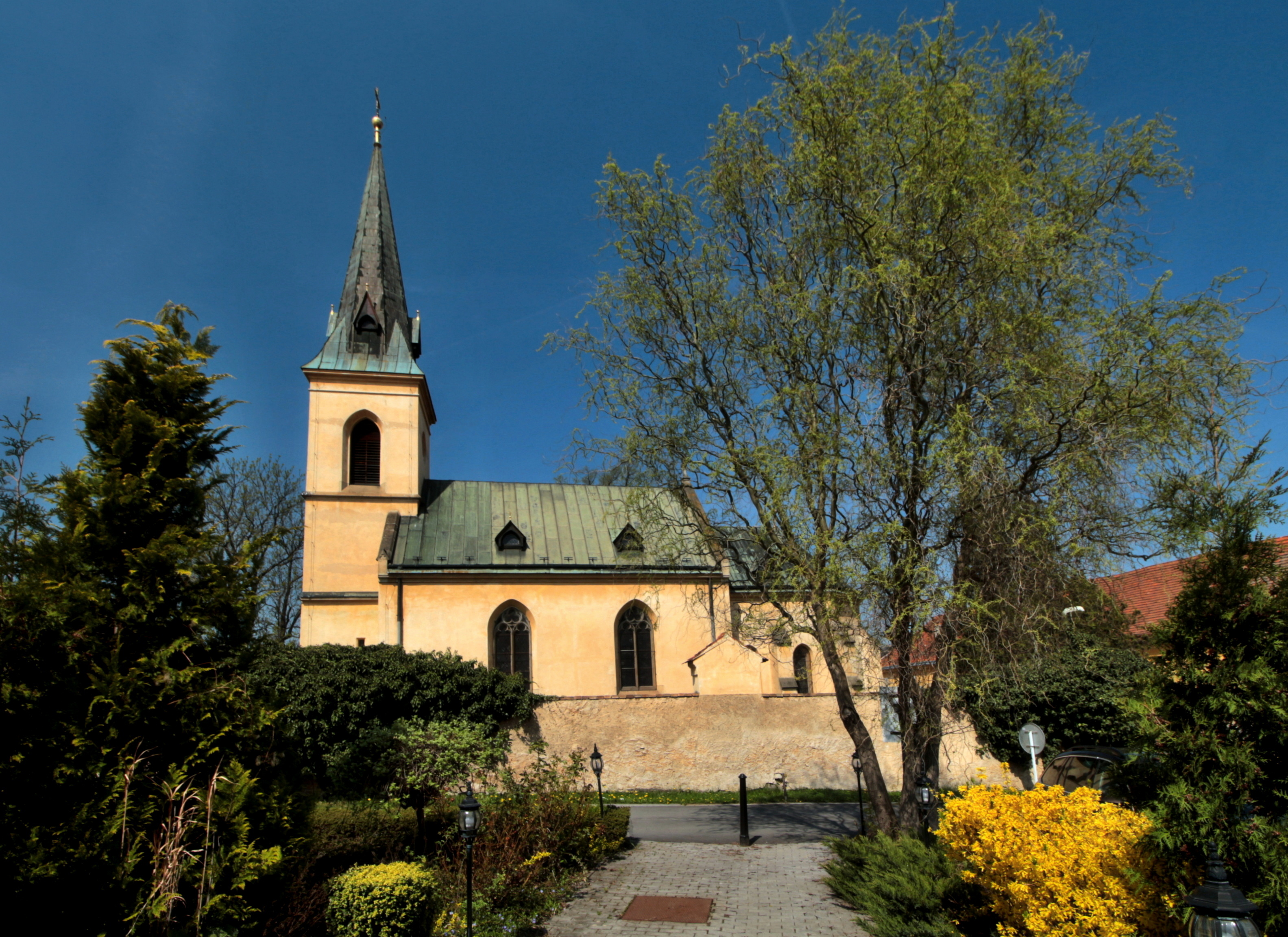
Kostel svatého Jiří v Hloubětíně

Toto je seznam římskokatolických kněží, kteří vykonávali funkci faráře v Hloubětíně.

## Hloubětínští faráři v letech 1365–1419
- ?–1365 Křišťan
- 1365–? Havel, dříve plebán v Těnovicích
- ?–1372 Kliment
- 1372–1376 Mořic, dříve plebán hradecký
- 1376–? Adam, dříve plebán v Černuci
- 1382 Jan
- ?–1390 Petr, řečený Koza († 1390)
- 1390 Hanek (nebo Hanko)
- ?–1396 Václav
- 1396– Hynek, dříve plebán v Čelákovicích
- 1401–1411 Václav
- 1411–? Jan Ladoch z Horaždějovic, dříve oltářník Božího těla v kostele sv. Jiljí na Starém Městě pražském
- 1416–1419 Jan
- 1419–? Jan

## Hloubětínští administrátoři v letech 1709–1786
- 1709–1715 Samuel Dvořák
- 1716–1718 (září) Jan Ignác Tyčka
- 1718–1723 Josef Ferdinand Wellesch
- 1723 (listopad) – 1729 (leden) Jiří Schicht
- 1729 (únor) – 1737 Jan Felix Pacher
- 1738 – 1740 (17.3.) Jan Jiří Vilém Khopp
- 1740 (duben) – 1759 (15.3.) Jan Nepomuk Střecha
- 1759 (22.3.) – 1761 (21.2.) František Kryštof Vacek
- 1761 (26.5.) – 1786 (29.10.) Josef Mat. Hansch

## Hloubětínší faráři v letech 1786–1921
- 1786 (29.10.) – 1789 (5.4.) Josef Mat. Hansch
- 1789 (9.7.) – 1806 (10.11.) Josef Antonín Firtschena
- 1806 (19.12.) – 1809 (15.3.) Josef Krause
- 1809 (26.4.) – 1813 (17.5.) Vojtěch Schmucher
- 1813 (17.5.) – 1830 (9.9.) Václav Schubert
- 1830 (9.9.) – 1843 (31.1.) Ondřej František Richter
- 1843 (1.2). – 1849 (23.10.) Jan Ebert
- 1849 (31.10.) – 1861 (15.9.) Jann Maxa
- 1861 (11.10.) – 1867 (15.3.) Josef Dvořák
- 1867 (15.3.) – 1870 (27.10.) Václav Černoch
- 1870 (27.10.) – 1887 (30.7.) Josef Vacek
- 1887 (11.11.) – 1901 (31.12.) Arnošt Schmaus
- 1902 (1.1.) – 1921 (12.4.) Karel Toman

## Hloubětínští administrátoři v letech 1921–1928
- 1921 (12.4.) – 1921 (15.8.) Adolf Beznekr – poprvé
- 1921 (15.8.) – 1923 (8.1.) Karel Severa
- 1923 (8.1.) – 1923 (27.4.) Jan Dvořák
- 1923 (27.4.) – 1925 (8.7) Adolf Beznekr – podruhé
- 1925 (8.7) – 1925 (21.11.) Vojtěch Sádlo
- 1925 (21.11.) – 1928 (30.8.) Stanislav Pelčík

## Hloubětínští faráři 1928–1960
- 1928 (30.8.) – 1960 (31.12.) František Janouš

## Hloubětínští administrátoři 1961–
- 1961 (1.1.) – 1972 Stanislav Novák
- 1972 – 2009 Stanislav Prokop
- 2009 – 2020 Marek Pučalík
- 2020 (5. 10.) – ? Tomáš Gregůrek